# Elektrownia Bobrowice I
Elektrownia Bobrowice I – elektrownia wodna zaliczana do klasy MEW o łącznej mocy 2 MW, powstała w latach 1924-1925 na rzece Bóbr w okolicy Jeleniej Góry. Powstałe na skutek spiętrzenia Jezioro Modre znajduje się obecnie na terenie Parku Krajobrazowego Doliny Bobru. Elektrownia wyposażona została w trzy turbozespoły z bliźniaczymi turbinami Francisa o łącznej mocy 2 MW.

## Dane techniczne
- Spad znamionowy: 14,5 m
- Turbiny firmy J.M. Voith, generatory firmy AEG
- Moc osiągalna: 1,00 MW, 0,65 MW i 0,35 MW
- Przełyk całkowity: 23,5 m³/s.
- Średnioroczna produkcja energii elektrycznej: 6.300.000 kWh.[1]

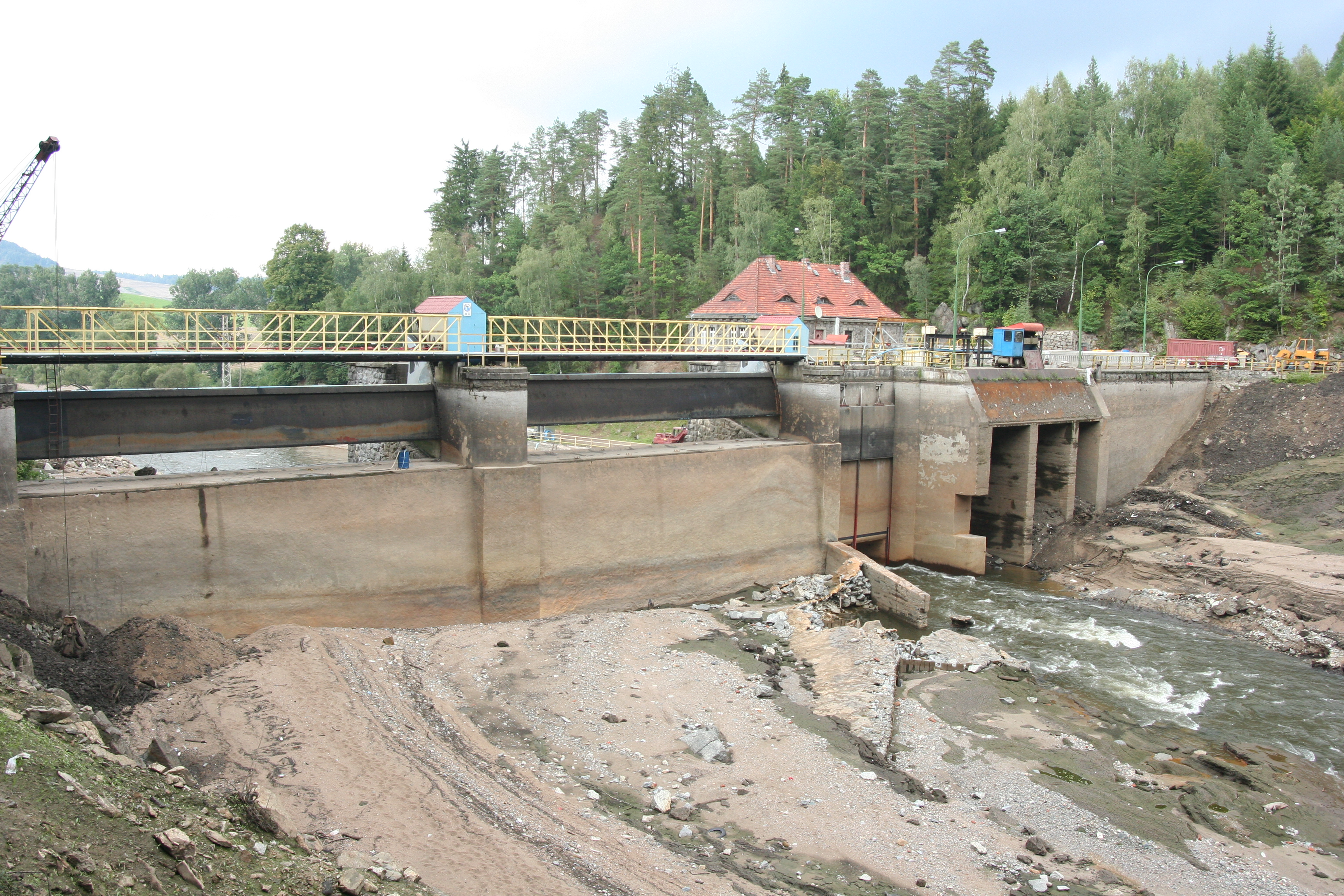
Zapora i Elektrownia Bobrowice I po opróżnieniu zbiornika
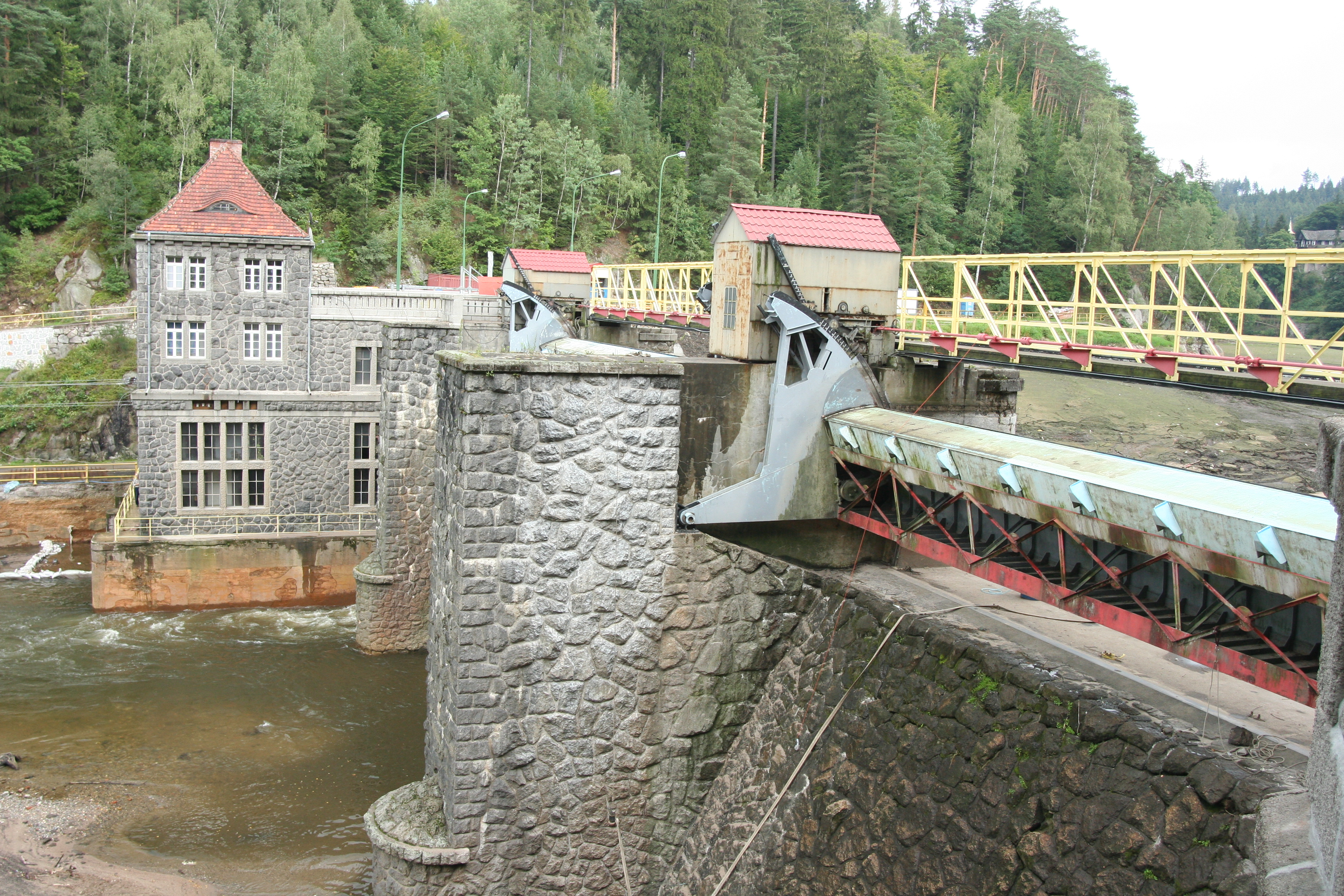
Zapora i Elektrownia Bobrowice I po opróżnieniu zbiornika